# Aire urbaine de Graulhet
L'aire urbaine de Graulhet est une aire urbaine française constituée autour de la ville de Graulhet (Tarn).

## Caractéristiques
En 2020, l'Insee définit un nouveau zonage d'étude : les aires d'attraction des villes. L'aire d'attraction de Graulhet remplace désormais son aire urbaine, avec un périmètre différent.
L'aire urbaine de Graulhet (Tarn) est composée de 2 communes situées dans le Tarn.
La ville de Graulhet constitue son pôle urbain ou l'unité urbaine de même nom.

### Communes
Liste des communes appartenant à l'aire urbaine de Graulhet selon la nouvelle délimitation de 2010 et sa population municipale en 2016 (liste établie par ordre alphabétique) :
| Nom      | Code Insee | Statut | Superficie (km2) | Population (dernière pop. légale) | Densité (hab./km2) |
| -------- | ---------- | ------ | ---------------- | --------------------------------- | ------------------ |
| Busque   | 81043      |        | 8,38             | 719 (2022)                        | 86                 |
| Graulhet | 81105      |        | 56,75            | 13 275 (2022)                     | 234                |

## Évolution démographique
L'évolution démographique ci-dessous concerne l'unité urbaine selon le périmètre défini en 2010.
| 1968   | 1975   | 1982   | 1990   | 1999   | 2006   | 2011   | 2016   | 2017   |
| ------ | ------ | ------ | ------ | ------ | ------ | ------ | ------ | ------ |
| 12 306 | 14 457 | 14 002 | 14 075 | 13 242 | 12 675 | 12 498 | 13 294 | 13 363 |